# Канатчиково (станция)
Кана́тчиково — узловая железнодорожная станция Малого кольца Московской железной дороги в Москве. Входит в Московско-Курский центр организации работы железнодорожных станций ДЦС-1 Московской дирекции управления движением. По основному применению является участковой, по объёму работы отнесена к 3 классу. Ранее была станцией 2 класса.

## Локализация
Расположена параллельно Канатчиковскому проезду (к востоку от станции). Западнее станции находится ТЭЦ-20. Одна из ближайших к историческому центру Москвы станций Малого кольца, в пяти километрах от Кремля.
Над южной горловиной станции путепроводы улиц Карьер и Большой Черёмушкинской (Загородного шоссе). В северо-западной части станции два главных железнодорожных пути уходят в трёхъярусный Гагаринский тоннель под площадью Гагарина. Длина его — 900 метров, это самый длинный железнодорожный тоннель в Москве и единственный на Малом кольце. В границах станции находится весь тоннель, а также Андреевский железнодорожный мост за ним; входные светофоры расположены сразу за мостом.
От южной горловины станции отходят две однопутных соединительных ветви на Павелецкое направление МЖД: неэлектрифицированная — в сторону платформы Тульская и электрифицированная — к Нижним Котлам. До 1998 года существовала ветка от северной горловины станции на заводы «Красный пролетарий», им. Орджоникидзе и «Станкоконструкция», ныне разобранная.

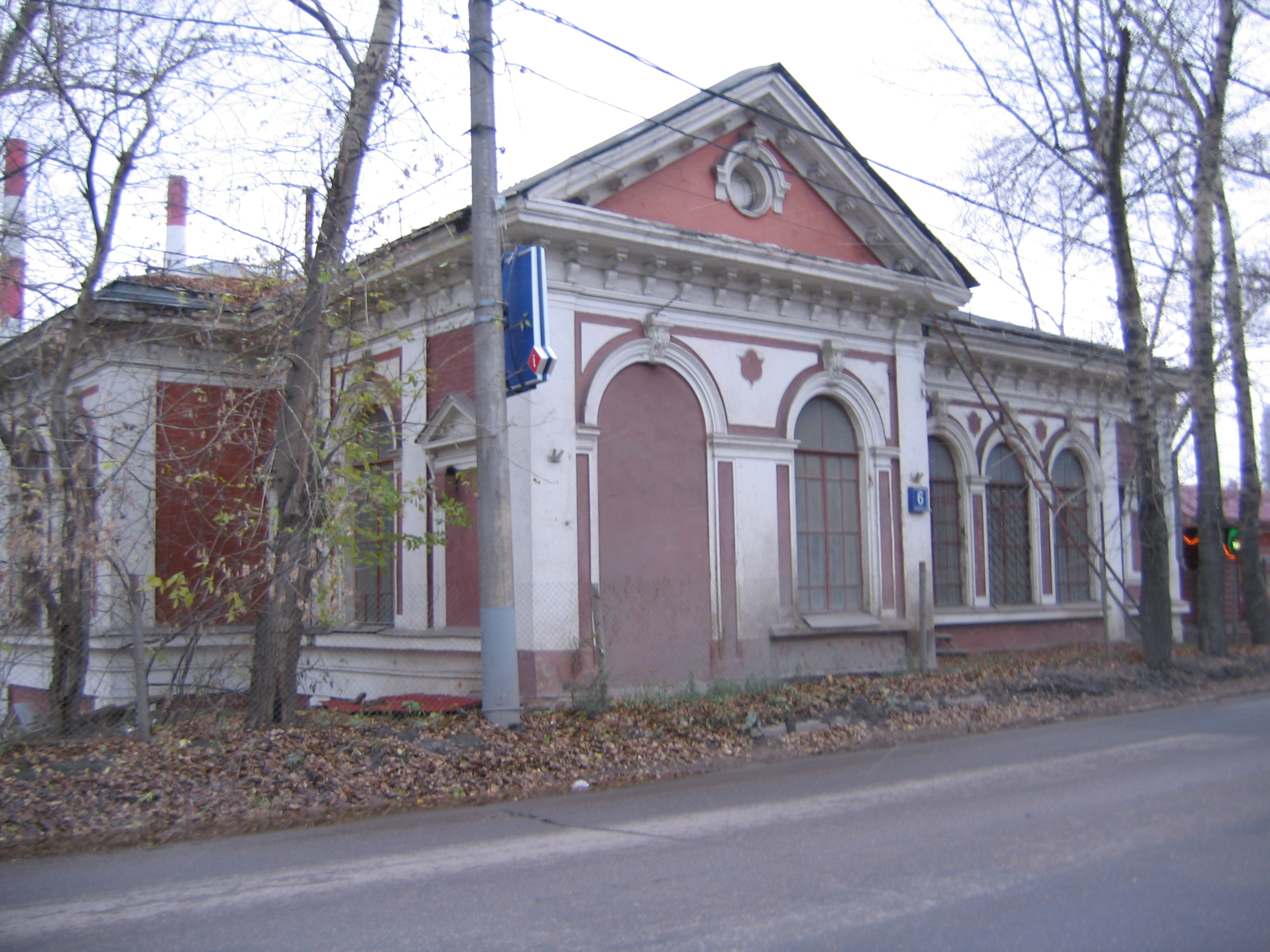
Вокзал, вид с Канатчиковского проезда

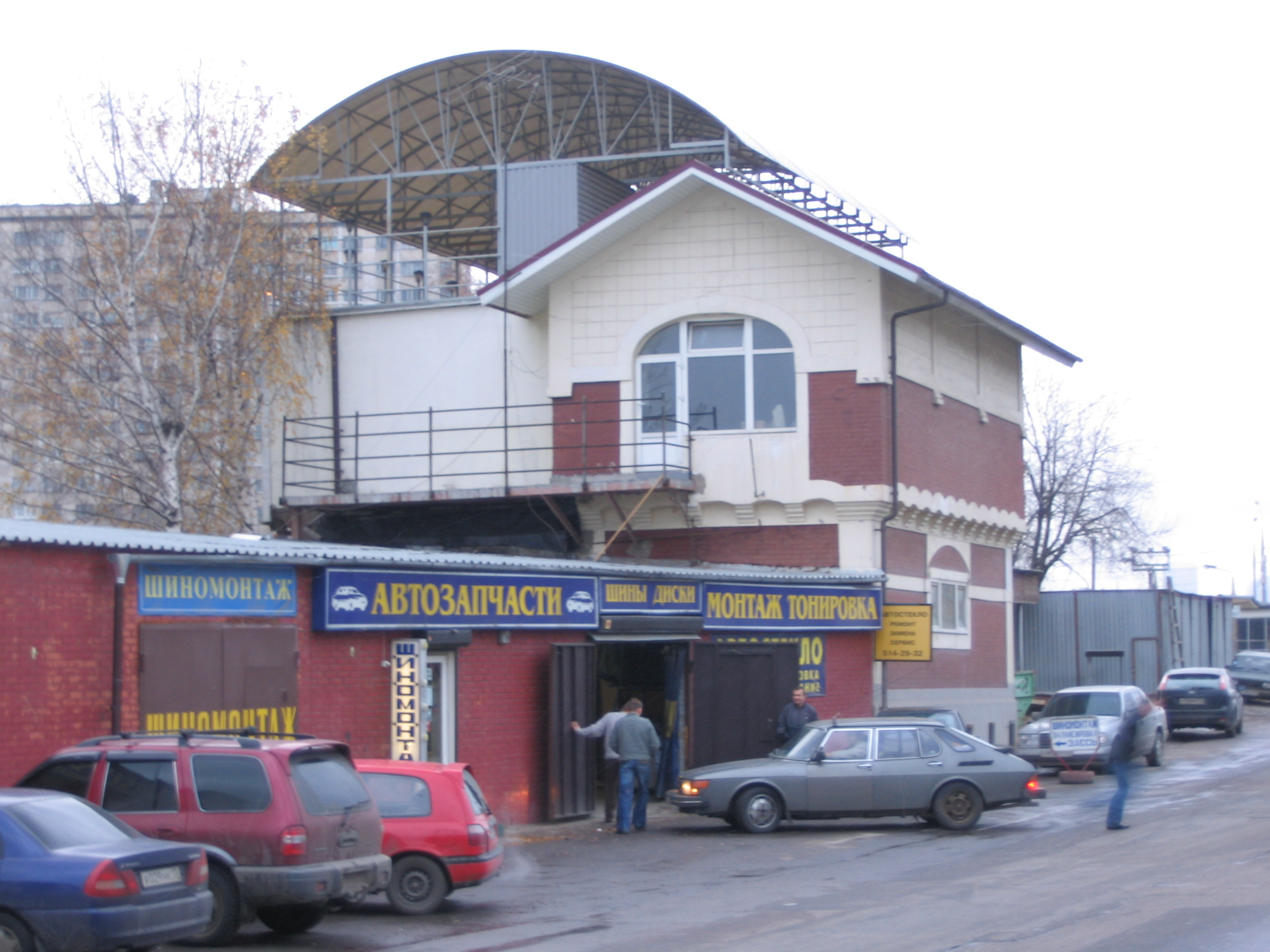
Перестроенная будка централизации на Канатчиковском проезде

Сохранился вокзал начала XX века (Канатчиковский проезд, 6). Это двухэтажное здание (на уровне улицы второй этаж, на уровне станционных путей, находящихся в выемке — первый этаж). Кроме того, сохранились два жилых дома, сторожка и будка централизации, пакгауз.
В 2002 году в связи со строительством Третьего транспортного кольца построены новый грузовой двор и новое административно-техническое здание станции, а историческое здание, являющееся памятником архитектуры, передано дирекции искусственных сооружений ОАО «РЖД».
По состоянию на 2013 год станция перерабатывает около 7000 вагонов в год, ежесуточный транзит 250—270 вагонов. Основные грузовые клиенты: ТЭЦ-20, УПТК-114 Спецстроя РФ, заводы и предприятия юго-востока Москвы.

## Актуальное состояние

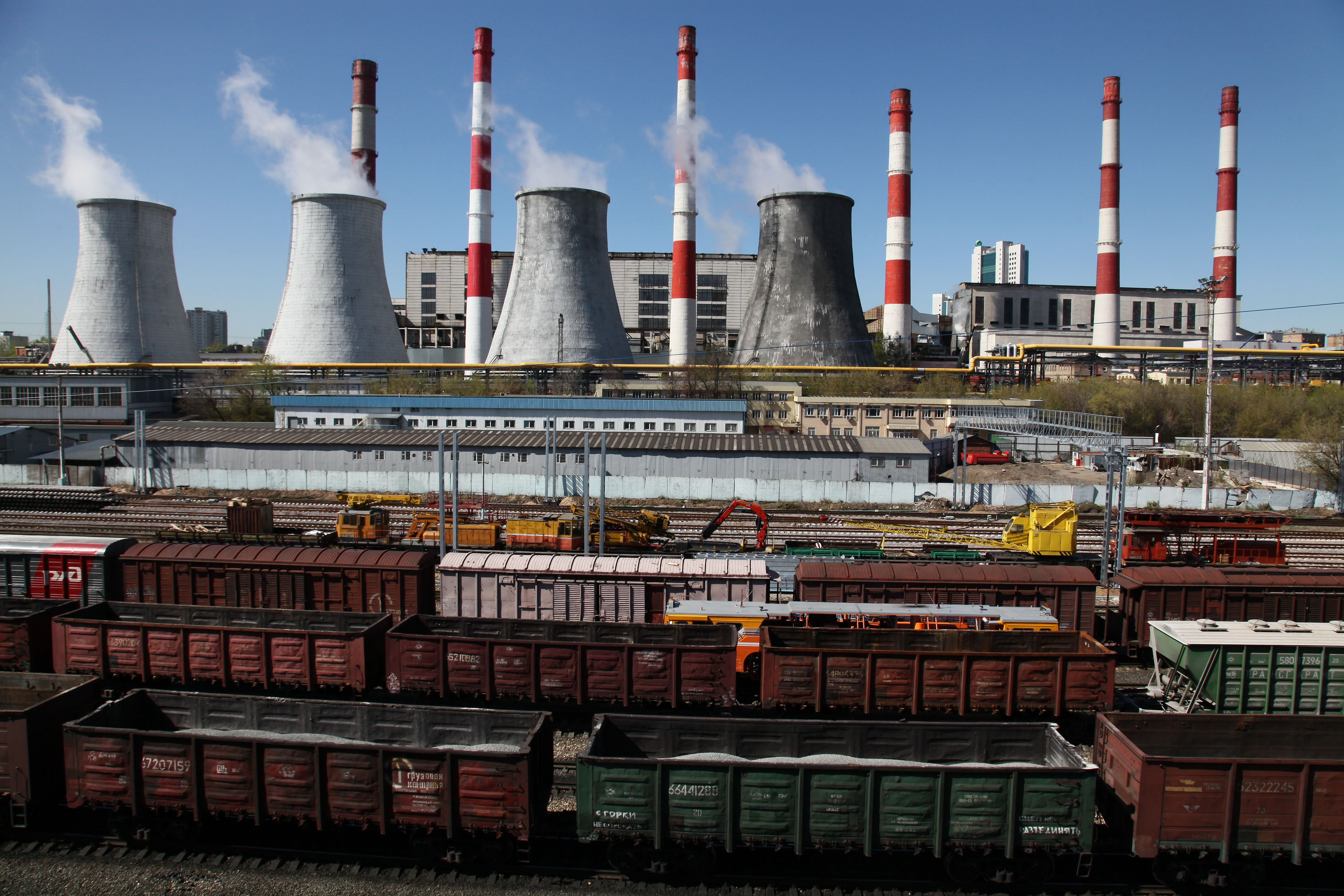
За станцией — ТЭЦ-20

Станция имеет 15 путей, в том числе два главных, пять приёмо-отправочных, четыре погрузочно-выгрузочных и четыре отправочных. Оборудована 43 централизованными стрелками. Персонал — 22 сотрудника. На станции с 2002 действует современный блокпост МПЦ (пост микропроцессорной централизации стрелок и сигналов типа «Ebilock-950», разработанной канадской компанией Bombardier Transportation). Это центр управления поездной работой не только в Гагаринском тоннеле, но и на перегонах Канатчиково — Кожухово (6 км) и Канатчиково — Москва-Товарная-Павелецкая (7 км). Помимо Канатчиково блокпосты МПЦ имеются ещё на двух станциях Малого кольца МЖД — Кожухово и Угрешская. На территории станции установлен памятник воинам-железнодорожникам.
В октябре 2012 года на Канатчиково, первой из станций Малого кольца МЖД, начался практический этап реконструкции магистрали под пассажирское движение. По состоянию на май 2014 года реконструкция на 95 % завершена: полностью уложены первый, второй и третий главные пути, приёмоотправочные пути с четвёртого по пятнадцатый, семь съездов, 31 новая централизованная стрелка, сооружена 300-метровая вытяжка, смонтирована контактная сеть с 280 опорами. Все новые объекты инфраструктуры станции включили в систему микропроцессорной централизации стрелок и сигналов. Ранее законсервированная, ныне реконструированная пассажирская платформа Площадь Гагарина в Гагаринском тоннеле также находится в границах станции.
3 мая 2014 года станция закрыта для всей грузовой работы по параграфу 3 Тарифного руководства № 4. Открыта по знаку «X» (грузовые и пассажирские операции не производятся). Код ЕСР сменён с 198404 на 198372. Несмотря на это, станция осуществляет местную грузовую работу, обслуживая  завод Спецстроя и ТЭЦ-20, официальным грузополучателем и отправителем числится станция "Коломенское". В сентябре 2016 года через станцию, как и на всём Малом кольце, начато пассажирское движение городских электричек, маршрут получил название Московское центральное кольцо.

## Управление
Начальник станции — Вальков Эдуард Вячеславович (р. 1978)
Зам. начальника станции — Нелидина Надежда Николаевна (р. 10 сентября 1960, Москва).

## В кинематографе
- «Подсолнухи» (1970)